# هنري ستيوارت

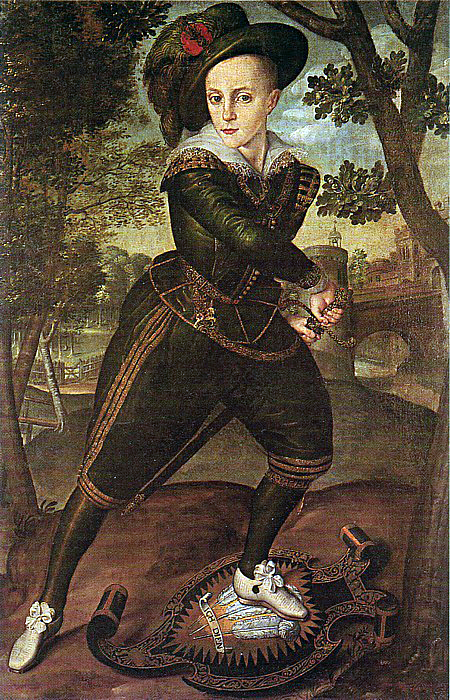

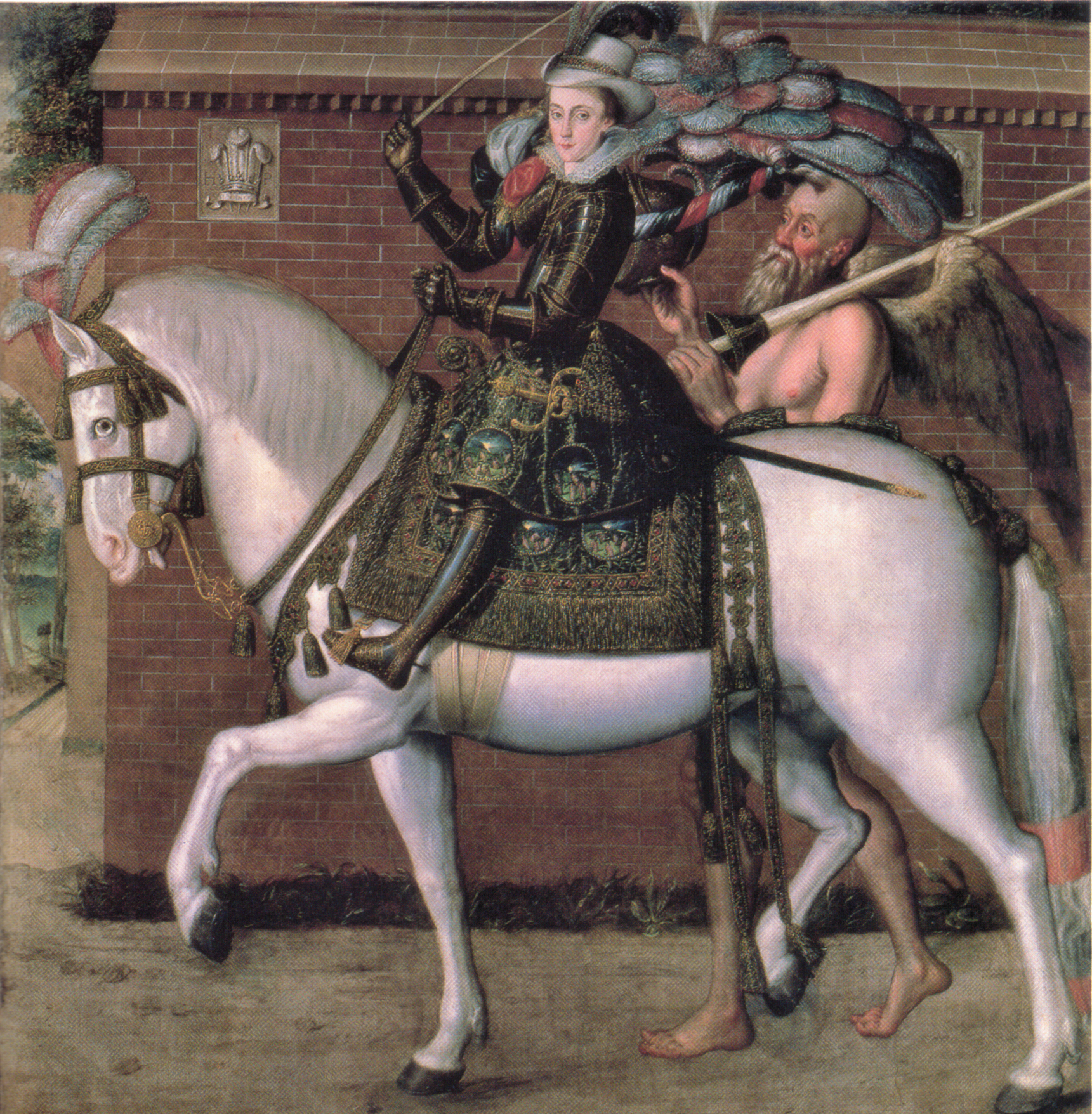

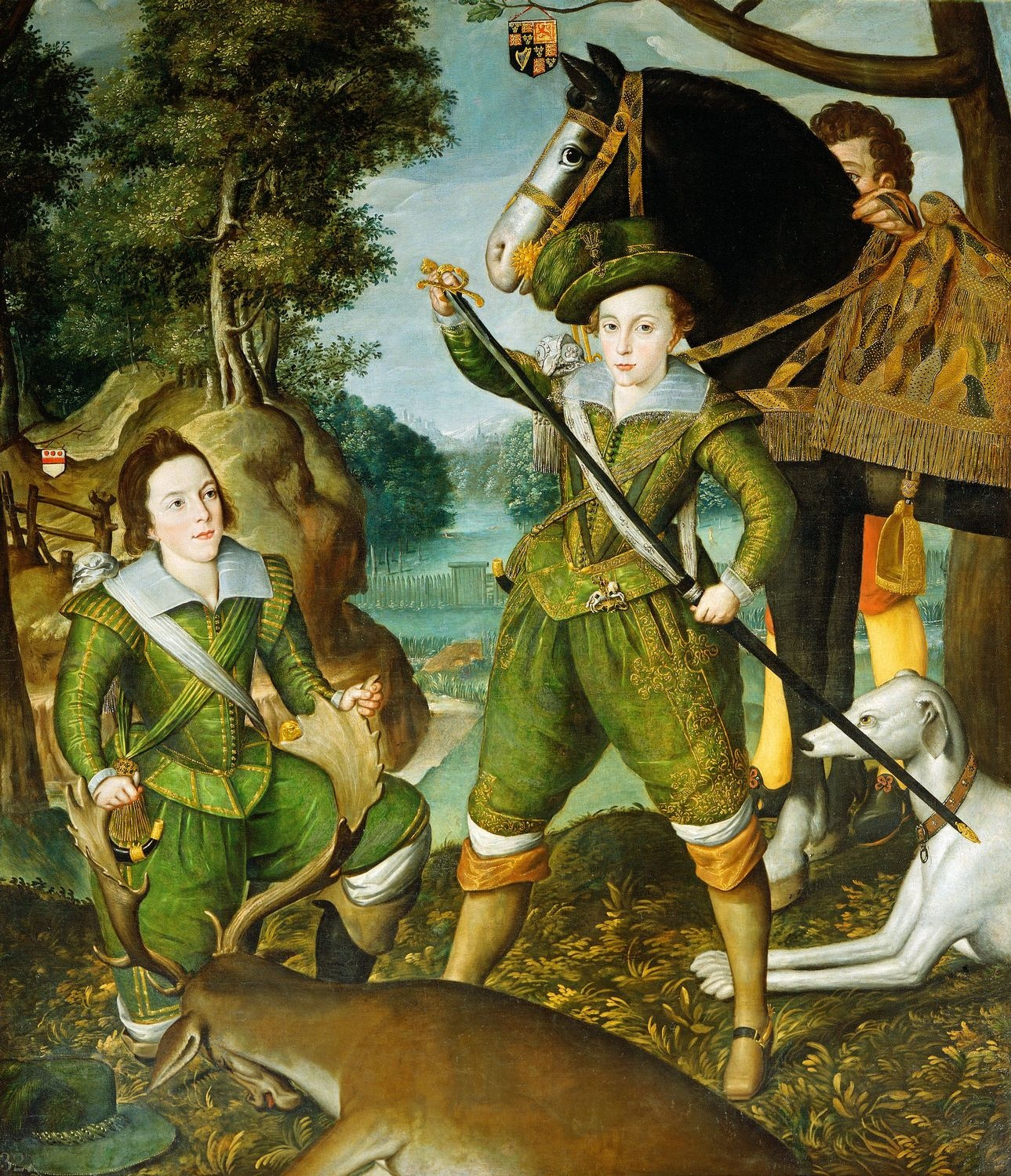

هنري فريدريك ستيوارت أمير ويلز (19 فبراير 1594 - 6 نوفمبر 1612) كان النجل الأكبر للملك جيمس الأول والسادس و آن من الدانمارك . اسمه مشتق من الأجداد له: هنري ستيوارت، لورد دارنلي وفريدريك الثاني من الدنمارك. والده وضعه في رعاية جون أرسكين، إيرل مار ، والخروج من رعاية والدة الصبي، لأن جيمس بالقلق من أن اتجاه الأم نحو الكاثوليكية قد يؤثر على الابن. على الرغم من إزالة الطفل تسبب التوتر الهائل بين آن وجيمس، هنري ظلت تحت رعاية عائلة مارس حتى 1603، عندما جيمس أصبح ملك انكلترا وعائلته انتقلوا جنوبا. معمودية هنري على 30 أغسطس 1594 وكان ينظر على نطاق واسع الأمير هنري باعتباره الوريث مشرق وواعد لعروش والده. ومع ذلك، في سن ال 18، وقال انه بردسسد والده عندما مات من حمى التيفوئيد. شقيقه الأصغر تشارلز خلفه كوريث الوحيد لعروش الإنجليزية والاسكتلندية، دفن في كنيسة وستمنستر. له أخت أصغر من بسنتين أسمه الأميرة إليزابيث لاحقا ملكة بوهيميا واعتبر على نطاق واسع وفاة الأمير هنري بأنه مأساة للأمة.

## الحياه المبكره
ولد هنري في قلعة ستيرلنغ، اسكتلندا، وأصبح دوق روثيساي، إيرل كاريك، بارون من رينفريو، رب الجزر والأمير والمضيف العظيم اسكتلندا تلقائيا على ولادته. وضعه والده في رعاية جون إرسكين، إيرل مار، والخروج من رعاية والدة الصبي، لأن جيمس قلقا من أن ميل الأم تجاه الكاثوليكية قد يؤثر على الابن. على الرغم من أن إزالة الطفل تسببت في توتر هائل بين آن وجيمس، ظل هنري تحت رعاية عائلة مار حتى عام 1603، عندما أصبح جيمس ملك إنجلترا وعائلته انتقلت جنوب. احتفلت معمودية هنري في 30 أغسطس 1594 مع الترفيه المسرحي المعقدة التي كتبها الشاعر وليام فاولر وحفل في تشابل رويال الجديد في ستيرلنغ الغرض الذي بنيه وليام شاو.
كان أحد معلميه حتى ذهب إلى إنجلترا السير جورج لودر من باس، وهو مستشار خاص، وصفه بأنه «مستشار مألوف» للملك، كما أنه تلقى دروسا في الموسيقى من قبل ألفونسو فيرابوسكو الأصغر سنا. واصل مدرس هنري آدم نيوتن خدمة الأمير في إنجلترا، واستبقى بعض الخدم الاسكتلنديين من ستيرلنغ، بمن فيهم الشاعر ديفيد موراي.

## التدريب والشخصية
كان الملك يفضل دور المدرب إلى دور الأب، وكتب نصوص لتعليم أولاده. أخرج جيمس أن أسرة هنري "ينبغي أن تقليد كلية بدلا من المحكمة"، أو كما كتب السير توماس شالونر في عام 1607، كان الملك يقصد أسرة سموه [...] من أجل كلية محكمة أو محكمة جماعية " حيث شارك في مثل هذه المساعي الجسدية مثل الصيد والتجديف والصيد والسياج، ومن سن مبكرة درس الشؤون البحرية والعسكرية والقضايا الوطنية، والتي كثيرا ما كان يختلف معها مع والده، كما أنه لم يوافق على الطريقة التي أدار بها والده المحكمة الملكية، لم يعجبني روبرت كار، وهو المفضل لأبيه، والمحترم السير والتر رالي، متمنيا له أن يطلق سراحه من برج لندن.
ارتفعت شعبية الأمير عالية جدا بحيث هدد والده. العلاقات بين الاثنين يمكن أن تكون متوترة، وفي بعض الأحيان ظهرت في الأماكن العامة. عند نقطة واحدة، كانا يتصيدان بالقرب من رويستون عندما انتقد جيمس ابنه لعدم وجود الحماس للمطاردة، وهنري انتقل في البداية لضرب والده بقصب، لكنه توقف. ثم اتبع معظم طرف الصيد الابن.
يقول تشارلز كارلتون، كاتب سيرة تشارلز الأول، الذي يصف هنري بأنه «بروتستانتي مطلق»، «استقيم إلى حد الفرح، قام بتغريم كل من أقسم بحضوره». بالإضافة إلى صندوق الصدقات التي أجبر هنري على تقديمها للأقسام، تأكد من أن أسرته حضرت خدمات الكنيسة. تأثرت آرائه الدينية برجال الدين في بيته، الذين جاءوا إلى حد كبير من تقليد كالفينية مسيسة. استمع هنري بكل تواضع، باهتمام، وبشكل منتظم إلى الخطب التي بشر بها لأسرته، وقال مرة واحدة لقسيسه، ريتشارد ميلبورن، أنه يحترم معظم الدعاة الذين اقترح موقفهم، «سيدي، يجب أن تسمعني بجد: يجب أن يكون لديك الرعاية ل مراقبة ما أقول».
ويقال إن هنري لم يكره شقيقه الأصغر تشارلز، ولأنه أثاره، على الرغم من أن ذلك مستمد من حكاية واحدة فقط: عندما كان تشارلز يبلغ من العمر تسع سنوات، انتزع هنري القبعة من أسقف ووضعها على رأس الطفل الأصغر سنا، ثم أخبر شقيقه الأصغر أنه عندما أصبح ملكا سيجعل تشارلز رئيس أساقفة كانتربري، ومن ثم سيكون لدى تشارلز رداء طويل لإخفاء ساقيه المتهالكة القبيحة. تشارلز ختمها على الغطاء وكان لا بالمغامرات والقيادهالمغامره والقيادة

## القيادة والمغامرة
مع انضمام والده إلى عرش إنجلترا في 1603، أصبح هنري في وقت واحد دوق كورنوال. وفي عام 1610، تم استثماره مرة أخرى كأمير ويلز وإيرل تشيستر، وبالتالي للمرة الأولى توحيد ستة التلقائي واثنين من العناوين الاسكتلندية والإنجليزية التقليدية التي عقدها ورثة - على ما يبدو لعروش اثنين.
وبصفته شابا، أظهر هنري وعدا كبيرا وبدأ في أن يكون نشطا في مسائل القيادة. ومن بين أنشطته، كان مسؤولا عن إعادة انتداب السير توماس ديل إلى شركة فرجينيا لمستعمرة لندن المتعثرة في أمريكا الشمالية.
وقد قدم السيد كاهير أودوهرتي، السيد الغالي الإيرلندي، طلبا للحصول على منصب كمحكمة في أسرة هنري لمساعدته في صراعاته ضد المسؤولين في أيرلندا. غير معروف للسير كاهير، في 19 أبريل 1608، وهو اليوم الذي أطلق تمرد O'Doherty عن طريق حرق ديري، تمت الموافقة على طلبه. كان هنري مهتما بمملكة ايرلندا، وكان معروفا أنه يؤيد فكرة المصالحة مع المتمردين السابقين هيو أونيل، إيرل تايرون، الذي هرب إلى المنفى أثناء رحلة إيرل. بسبب هذا تايرون والوفد المرافق له حداد عندما التقى الأمير موته المبكرة.

## الوفاة
توفي هنري من حمى التيفوئيد في سن 18. (يمكن إجراء التشخيص بيقين معقول من السجلات المكتوبة لفحص ما بعد الوفاة، على الرغم من أنه كان هناك شائعات بالتسمم.) دفن في دير وستمنستر.
ويعتبر وفاة الأمير هنري على نطاق واسع مأساة للأمة. وفقا لتشارلز كارلتون، «عدد قليل من ورثة العرش الإنجليزي قد انتقدوا على نطاق واسع وعميق مثل الأمير هنري». جسده يكمن في ولاية في قصر سانت جيمس لمدة أربعة أسابيع. في 7 ديسمبر، سار أكثر من ألف شخص في كورتيج ميل إلى والد وستمنستر لسماع خطبة لمدة ساعتين من قبل جورج أبوت، رئيس أساقفة كانتربري. كما تم تخفيض جثة هنري إلى الأرض، وكسر رئيسه عصيدة من مكتبهم في القبر. ركض رجل مجنون عاريا من خلال المشيعين، وصراخ أنه كان شبح الصبي.
بعد وفاة هنري مباشرة، سقط شقيق الأمير تشارلز مريضا، لكنه كان المسؤول الرئيسي في الجنازة، والتي رفض الملك جيمس (الذي أوقف الجنازات) للحضور. انتقلت جميع عناوين هنري التلقائية إلى تشارلز، الذي كان حتى ذلك الوقت قد عاش في ظل هنري. بعد أربع سنوات تم إنشاء تشارلز أمير ويلز وإيرل من تشيستر.